# Cuarteto de cuerda n.º 1 (Mozart)
El Cuarteto de cuerda n.º 1 en sol mayor, K. 80/73f, también conocido como Cuarteto Lodi, es un cuarteto de cuerda compuesto por Wolfgang Amadeus Mozart e introducido en su catálogo temático de obras el 15 de marzo de 1770. Es, junto al Cuarteto de cuerda n.º 20, el único de los cuartetos de cuerda de Mozart que no pertenece a una serie o subconjunto determinado.

## Origen del sobrenombre
Recibe su sobrenombre de la localidad italiana de Lodi, en la que Mozart terminó el cuarteto. Mozart, que a la sazón tenía catorce años de edad, y su padre, Leopold, hicieron una primera parada en este municipio durante el trayecto de Milán a Nápoles, como parte del primer viaje de Mozart a Italia.

## Estructura
Consta de cuatro movimientos:
1. Adagio.
2. Allegro.
3. Menuetto.
4. Rondeau.